# Jack Crawford (hockey sur glace)
Pour les articles homonymes, voir Jack Crawford (homonymie) et Crawford.
John Shea Crawford, dit Jack Crawford, (né le 26 octobre 1916 à Dublin, Ontario au Canada - mort le 19 janvier 1973) est un joueur canadien de hockey sur glace qui évoluait au poste de défenseur. Par la suite, il devint entraîneur.

## Biographie
Excellent athlète depuis son plus jeune âge, Jack Crawfod s'intéressa au football canadien avant de se tourner vers le hockey sur glace durant ses années au Collège Saint Michael's de Toronto. Il remporta la coupe Memorial en 1934 avec les St. Michael's Majors puis en 1936 avec les Nationals de Toronto-Ouest.
Un an plus tard, il signa son premier contrat professionnel avec les Bruins de Boston de la Ligue nationale de hockey. Cependant, il passa l'essentiel de sa première saison avec les Reds de Providence de la Ligue américaine de hockey avec lesquels il remporta la coupe Calder. De 1938 à 1950, il joua pour les Bruins sans discontinuité. Durant cette période, il souleva la coupe Stanley en 1939 et 1941 et fut nommé dans la seconde équipe d'étoiles en 1943 et dans la première équipe d'étoiles en 1946. Au début de la saison suivante, il succéda à Dit Clapper au poste de capitaine des Bruins, responsabilité qu'il conserva jusqu'à son propre départ en 1950.
La saison suivante, il rejoignit les Bears de Hershey de la LAH dont il devint également l'entraîneur-chef. Deux ans plus tard, il quitta les Bears et mit un terme à sa carrière de joueur. En 1955, il prit les rênes des Reds de Providence et remporta la coupe Calder dès sa première saison, dix-huit ans après celle remportée en tant que joueur avec cette même franchise. Il dirigea les Reds quatre saisons supplémentaires. Durant la saison 1961-1962, il dirigea les Americans de Rochester. À partir de 1964, il entraîna les Clippers de Baltimore jusqu'à son remplacement en cours de saison suivante par son coéquipier des Bruins Terry Reardon. Avec 659 matchs et 333 victoires, il est le neuvième entraîneur-chef à avoir supervisé et remporté le plus de rencontres en Ligue américaine de hockey.
Au moment de sa mort soudaine en 1973 à l'âge de 57 ans, il était le directeur général des Cubs du cap Cod de l'Eastern Hockey League.

## Statistiques

### Statistiques de joueur
| Saison     | Équipe                           | Ligue          |     | Saison régulière | Saison régulière | Saison régulière | Saison régulière | Saison régulière |   | Séries éliminatoires | Séries éliminatoires | Séries éliminatoires | Séries éliminatoires | Séries éliminatoires |
| Saison     | Équipe                           | Ligue          | PJ  | B                | A                | Pts              | Pun              | PJ               | B | A                    | Pts                  | Pun                  |                      |                      |
| 1933-1934  | St. Michael's Buzzers de Toronto | OHA-Jr.        |     |                  |                  |                  |                  |                  |   |                      |                      |                      |                      |                      |
| 1934       | St. Michael's Majors de Toronto  | Coupe Memorial |     |                  |                  |                  |                  | 13               | 9 | 4                    | 13                   | 14                   |                      |                      |
| 1934-1935  | St. Michael's Majors de Toronto  | OHA-Jr.        | 12  | 5                | 3                | 8                | 14               | 3                | 1 | 1                    | 2                    | 8                    |                      |                      |
| 1935-1936  | Nationals de Toronto-Ouest       | OHA-Jr.        | 9   | 3                | 3                | 6                | 4                | 5                | 2 | 2                    | 4                    | 5                    |                      |                      |
| 1935-1936  | McColl-Frontenacs de Toronto     | TIHL           | 15  | 0                | 0                | 0                | 20               | 4                | 1 | 0                    | 1                    | 4                    |                      |                      |
| 1936       | Nationals de Toronto-Ouest       | Coupe Memorial |     |                  |                  |                  |                  | 11               | 7 | 4                    | 11                   | 12                   |                      |                      |
| 1936-1937  | Blue Devils de Kirkland Lake     | GBHL           | 9   | 6                | 4                | 10               | 20               | 4                | 0 | 1                    | 1                    | 8                    |                      |                      |
| 1937-1938  | Bruins de Boston                 | LNH            | 2   | 0                | 0                | 0                | 0                |                  |   |                      |                      |                      |                      |                      |
| 1937-1938  | Reds de Providence               | IAHL           | 46  | 6                | 7                | 13               | 33               | 7                | 5 | 8                    | 13                   | 4                    |                      |                      |
| 1938-1939  | Bruins de Boston                 | LNH            | 48  | 4                | 8                | 12               | 12               | 12               | 1 | 1                    | 2                    | 9                    |                      |                      |
| 1939-1940  | Bruins de Boston                 | LNH            | 35  | 1                | 4                | 5                | 26               | 6                | 0 | 0                    | 0                    | 0                    |                      |                      |
| 1940-1941  | Bruins de Boston                 | LNH            | 45  | 2                | 8                | 10               | 27               | 11               | 0 | 2                    | 2                    | 7                    |                      |                      |
| 1941-1942  | Bruins de Boston                 | LNH            | 43  | 2                | 9                | 11               | 37               | 5                | 0 | 1                    | 1                    | 4                    |                      |                      |
| 1942-1943  | Bruins de Boston                 | LNH            | 49  | 5                | 18               | 23               | 24               | 6                | 1 | 1                    | 2                    | 10                   |                      |                      |
| 1943-1944  | Bruins de Boston                 | LNH            | 34  | 4                | 16               | 20               | 8                |                  |   |                      |                      |                      |                      |                      |
| 1944-1945  | Bruins de Boston                 | LNH            | 40  | 5                | 19               | 24               | 10               | 7                | 0 | 5                    | 5                    | 0                    |                      |                      |
| 1945-1946  | Bruins de Boston                 | LNH            | 48  | 7                | 9                | 16               | 10               | 10               | 1 | 2                    | 3                    | 4                    |                      |                      |
| 1946-1947  | Bruins de Boston                 | LNH            | 58  | 1                | 17               | 18               | 16               | 2                | 0 | 0                    | 0                    | 0                    |                      |                      |
| 1947-1948  | Bruins de Boston                 | LNH            | 45  | 3                | 11               | 14               | 10               | 4                | 0 | 1                    | 1                    | 2                    |                      |                      |
| 1948-1949  | Bruins de Boston                 | LNH            | 55  | 2                | 13               | 15               | 14               | 3                | 0 | 0                    | 0                    | 0                    |                      |                      |
| 1949-1950  | Bruins de Boston                 | LNH            | 46  | 2                | 8                | 10               | 8                |                  |   |                      |                      |                      |                      |                      |
| 1950-1951  | Bears de Hershey                 | LAH            | 35  | 1                | 10               | 11               | 14               | 5                | 0 | 2                    | 2                    | 0                    |                      |                      |
| 1951-1952  | Bears de Hershey                 | LAH            | 23  | 0                | 2                | 2                | 8                | 3                | 0 | 0                    | 0                    | 0                    |                      |                      |
| Totaux LNH | Totaux LNH                       | Totaux LNH     | 548 | 48               | 140              | 178              | 202              | 66               | 3 | 13                   | 16                   | 36                   |                      |                      |

### Statistiques d'entraîneur
| Saison    | Équipe                 | Ligue |    | PJ | V  | D | N    | % V                         |  | Séries éliminatoires |
| 1950-1951 | Bears de Hershey       | LAH   | 70 | 38 | 28 | 4 | 57,1 | Éliminé au 2e tour          |  |                      |
| 1951-1952 | Bears de Hershey       | LAH   | 68 | 35 | 28 | 5 | 55,1 | Éliminé au 1er tour         |  |                      |
| 1955-1956 | Reds de Providence     | LAH   | 64 | 45 | 17 | 2 | 71,9 | Champion de la Coupe Calder |  |                      |
| 1956-1957 | Reds de Providence     | LAH   | 64 | 34 | 22 | 8 | 59,4 | Éliminé au 1er tour         |  |                      |
| 1957-1958 | Reds de Providence     | LAH   | 70 | 33 | 32 | 5 | 50,7 | Éliminé au 1er tour         |  |                      |
| 1958-1959 | Reds de Providence     | LAH   | 70 | 28 | 40 | 2 | 41,4 | Non qualifié                |  |                      |
| 1959-1960 | Reds de Providence     | LAH   | 72 | 38 | 32 | 2 | 54,2 | Éliminé au 1er tour         |  |                      |
| 1961-1962 | Americans de Rochester | LAH   | 70 | 33 | 31 | 6 | 51,4 | Éliminé au 1er tour         |  |                      |
| 1964-1965 | Clippers de Baltimore  | LAH   | 72 | 35 | 32 | 5 | 52,1 | Éliminé au 1er tour         |  |                      |
| 1965-1966 | Clippers de Baltimore  | LAH   | 39 | 14 | 25 | 0 | 35,9 | Remplacé en cours de saison |  |                      |

## Transactions en carrière
- 26 octobre 1937 : signé par les Bruins de Boston comme agent libre.

## Titres et honneurs personnels
- Coupe Memorial
  - Champion de la coupe Memorial 1934 avec les St. Michael's Majors de Toronto, et 1936 avec les Nationals de Toronto-Ouest
- Association de hockey de l'Ontario - Junior
  - Champion de la coupe J.-Ross-Robertson 1936 avec les Nationals de Toronto-Ouest
- Ligue américaine de hockey
  - Champion de la coupe Calder 1938, en tant que joueur, et 1956, en tant qu'entraîneur, avec les Reds de Providence
- Ligue nationale de hockey
  - Champion de la coupe Stanley 1939 et 1941 avec les Bruins de Boston
  - Nommé dans la seconde équipe d'étoiles 1943
  - Nommé dans la première équipe d'étoiles 1946